# Houville-la-Branche
Houville-la-Branche è un comune francese di 502 abitanti situato nel dipartimento dell'Eure-et-Loir nella regione del Centro-Valle della Loira.

## Società

### Evoluzione demografica
Abitanti censiti